# Jason Hook
Jason Hook, vlastním jménem Thomas Jason Grinstead, (* 3. října 1970, Toronto, Ontario, Kanada) je kanadský kytarista a bývalý člen americké metalové skupiny Five Finger Death Punch.

## Biografie a kariéra
Hook se narodil v kanadském Torontu. Od 6 let se učil hrát na kytaru. Později také na housle a bicí.
Kolem roku 2000 zamířil do L.A., kde se stal členem hard rockových Bulletboys. Později působil jako kytarista u Hilary Duff, Vince Neila či Alice Coopera.
V roce 2007 nahrál a později vydal debutové sólové album Safety Dunce. Ihned poté začal nahrávat druhé sólové album, American Justice, na kterém jsou hosté jako Phil Demmel (Machine Head) nebo Alice Cooper. Album ovšem stále čeká na vydání.
Z kraje roku 2009 bylo oznámeno, že Hook nahradil Darrella Robertse ve Five Finger Death Punch. Téhož roku se skupinou nahrál desku War Is the Answer. O rok později Jason hostoval na albu Tarji – What Lies Beneath, jedná se o skladbu Falling Awake.

## Diskografie

### S Monkeyhead
- 2001: Monkeyhead

### SBulletboys
- 2003 : Sophie

### Solo
- 2007: Safety Dunce

### SFive Finger Death Punch
- 2009: War Is the Answer
- 2011: American Capitalist
- 2013: The Wrong Side of Heaven and the Righteous Side of Hell, Volume 1
- 2013: The Wrong Side of Heaven and the Righteous Side of Hell, Volume 2
- 2015: Got Your Six
- 2017: A Decade of Destruction
- 2018: And Justice For None
- 2020: F8